# Tigo Sepakat Inderapura
Tigo Sepakat Inderapura is een bestuurslaag in het regentschap Zuid-Pesisir van de provincie West-Sumatra, Indonesië. Tigo Sepakat Inderapura telt 1692 inwoners (volkstelling 2010).